# Ambasciatore d'Italia in Germania

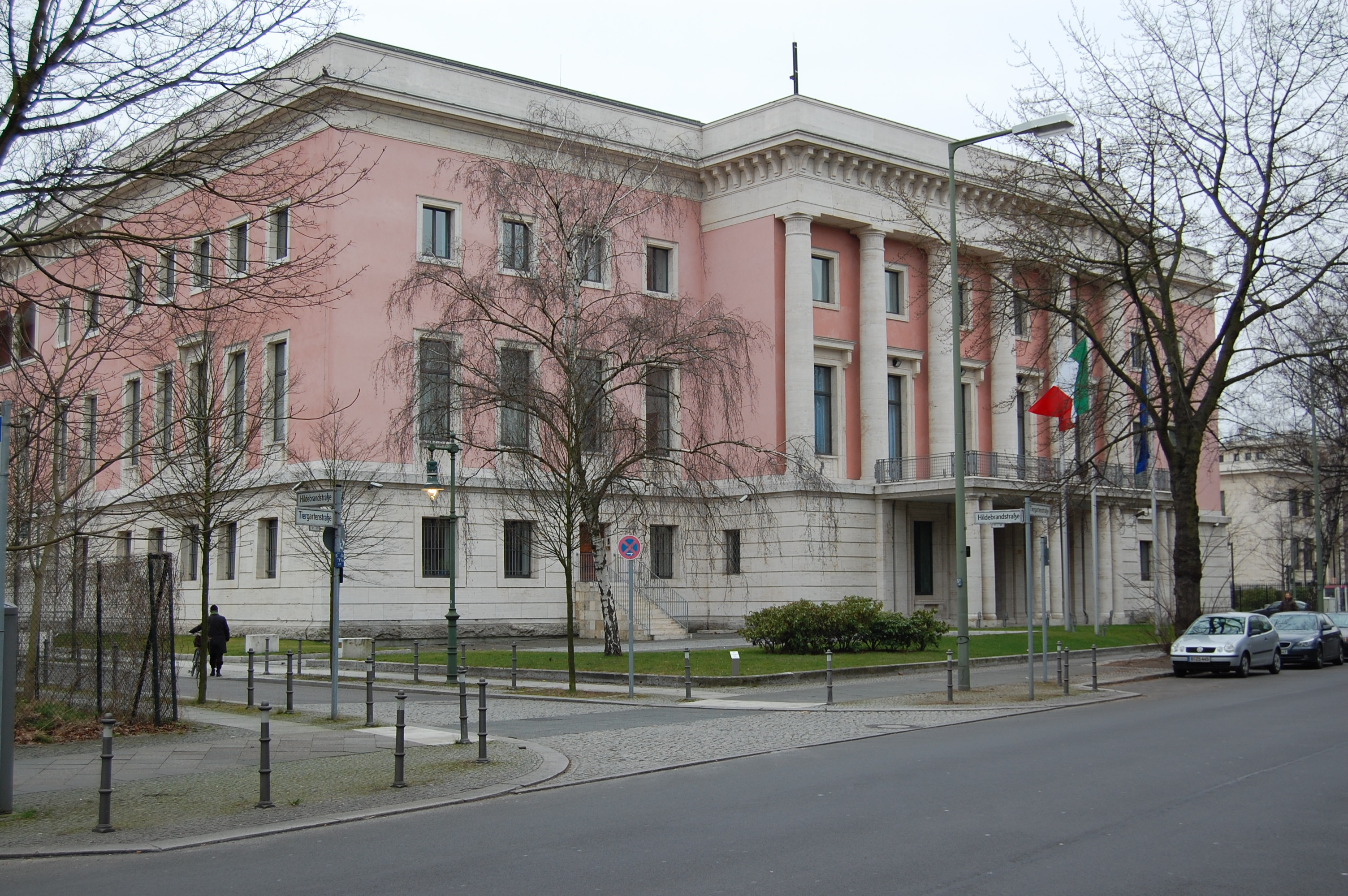
Il palazzo dell'ambasciata d'Italia in Germania, a Berlino.

L'ambasciatore d'Italia in Germania (in tedesco: Italienischer Botschafter in Deutschland) è il capo della missione diplomatica della Repubblica Italiana nella Repubblica Federale di Germania.
L'ambasciatore in Germania ha sede a Berlino al nº1 di Hiroshimastraße.

## Storia
La storia dei rapporti tra Germania e Italia risale all'antichità e sono continuati nel corso dei secoli, sostenuti dalle similitudini sociopolitiche tra i due Paesi.

### Dopo la nascita del Regno d'Italia
Le relazioni ufficiali tuttavia vennero formalizzate alla nascita del regno d'Italia nel 1861. Una sede dell'ambasciata venne posta a Berlino in rappresentanza del regno sabaudo nel giovane stato tedesco e Edoardo de Launay fu inviato come primo capo missione; questi tra l'altro fu uno dei promotori della Triplice alleanza che rafforzò i legami tra i due Paesi.

### La Grande Guerra
Riccardo Bollati fu l'ambasciatore al momento dello scoppio della prima guerra mondiale. Egli, ammiratore della Germania e convinto triplicista, esortò il Governo Salandra ad entrare in guerra a fianco degli imperi centrali in ottemperanza ai vincoli della trentennale alleanza; sicché quando il regno d'Italia comunicò la propria neutralità, Bollati presentò le dimissioni da ambasciatore, le quali tuttavia non vennero accolte. Bollati rimase a Berlino fino al maggio del 1915, quando la dichiarazione di guerra all'Impero austro-ungarico portò all'immediata rottura delle relazioni diplomatiche con la Germania.

### Durante il nazismo
Le relazioni diplomatiche tra le due nazioni ripresero nel 1920, con Giacomo De Martino nuovo ambasciatore a Berlino.
Il primo dopoguerra fu caratterizzato da un progressivo riavvicinamento delle due nazioni, finché le vicende politiche convergerono nuovamente con l'avvento del regime fascista in Italia e di quello nazista nella repubblica di Weimar. La figura dell'ambasciatore Bernardo Attolico occupa quasi per intero la scena diplomatica durante il totalitarismo costruito da Hitler: distante dalle ideologie e dai regimi che impervesavano nei due Paesi, egli mirò e portò a termine un avvicinamento con il potente Paese centroeuropeo finalizzato alla causa degli interessi italiani. Accortosi tardivamente delle intenzioni dell'establishment nazista, cercò di convincere Mussolini a non coinvolgere l'Italia nei progetti bellicosi del Führer finché, non più gradito alle autorità tedesche, fu richiamato in Italia nel 1940; gli succedettero nell'ordine Dino Alfieri e Filippo Anfuso, entrambi legati al movimento fascista, fino al termine della seconda guerra mondiale.

### La divisione della Germania e la guerra fredda
Le relazioni diplomatiche ufficiali ripresero nel 1950, con la Germania divisa e in piena guerra fredda. Inizialmente la sola rappresentanza diplomatica fu quella di Bonn, capitale della Germania Ovest, in quanto la Germania Est, dietro le pressioni della Germania di Adenauer mirate all'isolamento della RDT, non fu giuridicamente riconosciuta dal governo italiano. L'ambasciata fu ospitata al 51 di Karl-Finkelnburg-Straße, nel distretto Bad Godesberg di Bonn.
La missione diplomatica a Berlino Est fu aperta solo nel 1973, dopo la stipula del trattato fondamentale tra RFT e RDT, con il quale le due nazioni tedesche si riconoscevano a vicenda permettendo lo sviluppo di rapporti diplomatici. Dopo un breve periodo con Giuseppe Meschinelli come incaricato d'affari, il primo ambasciatore nella RDT fu Enrico Aillaud, in carica fino al 1975, in seguito citato nel Dossier Mitrochin come spia dei servizi segreti cecoslovacchi e del KGB.
L'ultimo ambasciatore nella RDT fu Alberto Indellicato, in carica dal 1987 fino al 1990, anno successivo alla caduta del muro di Berlino e alla riunificazione tedesca, con la conseguente chiusura dell'ambasciata di Berlino Est, le cui funzioni furono riunificate nella sede della Repubblica Federale Tedesca. Egli ha pubblicato in seguito parecchi libri sulla sua esperienza oltre la cortina di ferro.

### Dopo la caduta del muro di Berlino
La sede dell'ambasciata venne spostata nuovamente a Berlino nel 2000, al termine del processo di trasferimento della capitale tedesca. Nel 2003, infine, l'ambasciata fu spostata nuovamente nella storica sede di Hiroshimastraße, danneggiata durante la Battaglia di Berlino e rimasta in stato di abbandono per i successivi 58 anni .

## Lista degli ambasciatori
Quella che segue è una lista degli ambasciatori italiani in Germania:
| Nomina                             | Capo missione               | Sede                    | Nominato dal governo        | Accreditato da                | Note                                      |
| ---------------------------------- | --------------------------- | ----------------------- | --------------------------- | ----------------------------- | ----------------------------------------- |
| Impero tedesco                     |                             |                         |                             |                               |                                           |
| 20 aprile 1871                     | Edoardo de Launay           | Berlino                 | Governo Lanza               | Governo Bismarck              |                                           |
| 13 gennaio 1876                    | Edoardo de Launay           | Berlino                 | Governo Minghetti II        | Governo Bismarck              |                                           |
| 7 agosto 1892                      | Carlo Lanza                 | Berlino                 | Governo Giolitti I          | Governo Caprivi               |                                           |
| 22 novembre 1906                   | Alberto Pansa               | Berlino                 | Governo Giolitti III        | Governo Bülow                 |                                           |
| 13 gennaio 1913                    | Riccardo Bollati            | Berlino                 | Governo Giolitti IV         | Governo Bethmann Hollweg      |                                           |
| Repubblica di Weimar               |                             |                         |                             |                               |                                           |
| 18 aprile 1920                     | Giacomo De Martino          | Berlino                 | Governo Nitti II            | Governo Bauer                 |                                           |
| 23 ottobre 1920                    | Alfredo Frassati            | Berlino                 | Governo Giolitti V          | Governo Bauer                 |                                           |
| 12 novembre 1922                   | Alessandro De Bosdari       | Berlino                 | Governo Mussolini           | Governo Cuno                  |                                           |
| 23 febbraio 1926                   | Luigi Aldrovandi Marescotti | Berlino                 | Governo Mussolini           | Governo Marx III              |                                           |
| 14 novembre 1929                   | Luca Orsini Baroni          | Berlino                 | Governo Mussolini           | Governo Müller II             |                                           |
| Germania nazista                   |                             |                         |                             |                               |                                           |
| 10 novembre 1932                   | Vittorio Cerruti            | Berlino                 | Governo Mussolini           | Governo Hitler                |                                           |
| 26 luglio 1935                     | Bernardo Attolico           | Berlino                 | Governo Mussolini           | Governo Hitler                |                                           |
| 6 maggio 1940                      | Dino Alfieri                | Berlino                 | Governo Mussolini           | Governo Hitler                |                                           |
| 18 settembre 1943                  | Filippo Anfuso              | Berlino                 | Repubblica Sociale Italiana | Governo Hitler                |                                           |
| Zone di occupazione della Germania |                             |                         |                             |                               |                                           |
| 1947                               | Vitale Giovanni Gallina     | Francoforte sul Meno    | Governo De Gasperi II       | Truppe di occupazione alleate | Rappresentante del Ministero degli Esteri |
| Repubblica federale di Germania    |                             |                         |                             |                               |                                           |
| 13 gennaio 1950                    | Francesco Babuscio Rizzo    | Bonn                    | Governo De Gasperi VI       | Governo Adenauer I            |                                           |
| 18 novembre 1954                   | Umberto Grazzi              | Bonn                    | Governo Scelba              | Governo Adenauer II           |                                           |
| 18 gennaio 1958                    | Pietro Quaroni              | Bonn                    | Governo Zoli                | Governo Adenauer III          |                                           |
| 5 maggio 1961                      | Gastone Guidotti            | Bonn                    | Governo Fanfani III         | Governo Adenauer III          |                                           |
| 26 ottobre 1964                    | Mario Luciolli              | Bonn                    | Governo Moro II             | Governo Erhard I              | Fino al 1º novembre 1975                  |
| 1º marzo 1976                      | Corrado Orlandi Contucci    | Bonn                    | Governo Moro V              | Governo Schmidt I             |                                           |
| 14 gennaio 1980                    | Luigi Vittorio Ferraris     | Bonn                    | Governo Cossiga I           | Governo Schmidt II            | Dimessosi                                 |
| 19 novembre 1987                   | Raniero Vanni d'Archirafi   | Bonn                    | Governo Fanfani VI          | Governo Kohl III              |                                           |
| 5 luglio 1989                      | Marcello Guidi              | Bonn                    | Governo De Mita             | Governo Kohl III              | Dimessosi                                 |
| 8 giugno 1992                      | Umberto Vattani             | Bonn                    | Governo Andreotti VII       | Governo Kohl IV               |                                           |
| 16 settembre 1996                  | Enzo Perlot                 | Bonn (Berlino dal 2000) | Governo Prodi I             | Governo Kohl V                |                                           |
| 5 febbraio 2001                    | Silvio Fagiolo              | Berlino                 | Governo Amato II            | Governo Schröder I            |                                           |
| 7 settembre 2005                   | Antonio Puri Purini         | Berlino                 | Governo Berlusconi III      | Governo Schröder II           |                                           |
| 20 luglio 2009                     | Michele Valensise           | Berlino                 | Governo Berlusconi IV       | Governo Merkel I              | [ 12 ]                                    |
| 21 agosto 2012                     | Elio Menzione               | Berlino                 | Governo Monti               | Governo Merkel II             | [ 13 ]                                    |
| 23 settembre 2014                  | Pietro Benassi              | Berlino                 | Governo Renzi               | Governo Merkel III            |                                           |
| 21 novembre 2018                   | Luigi Mattiolo              | Berlino                 | Governo Conte I             | Governo Merkel IV             |                                           |
| 16 giugno 2021                     | Armando Varricchio          | Berlino                 | Governo Draghi              | Governo Merkel IV             |                                           |
| 20 gennaio 2025                    | Fabrizio Bucci              | Berlino                 | Governo Meloni              | Governo Scholz                |                                           |

Di seguito la lista degli ambasciatori italiani in Germania Est, tra il 1973 e il 1990, periodo di presenza della rappresentanza diplomatica nella RDT:
| Nomina                         | Capo missione              | Sede        | Nominato dal governo | Accreditato da   | Note                |
| ------------------------------ | -------------------------- | ----------- | -------------------- | ---------------- | ------------------- |
| Repubblica Democratica Tedesca |                            |             |                      |                  |                     |
| 14 febbraio 1973               | Giuseppe Meschinelli       | Berlino Est | Governo Andreotti II | Horst Sindermann | Incaricato d'affari |
| 16 agosto 1973                 | Enrico Aillaud             | Berlino Est | Governo Rumor IV     | Willi Stoph      | [ 14 ]              |
| 27 agosto 1975                 | Norberto Behmann dell'Elmo | Berlino Est | Governo Moro IV      | Willi Stoph      |                     |
| 22 maggio 1981                 | Alberto Solera             | Berlino Est | Governo Forlani      | Erich Honecker   |                     |
| 24 settembre 1983              | Carlo Albertario           | Berlino Est | Governo Craxi I      | Erich Honecker   | [ 15 ]              |
| 1º novembre 1987               | Alberto Indelicato         | Berlino Est | Governo Goria        | Willi Stoph      | Fino al 1990        |

## Altre sedi diplomatiche d'Italia in Germania
Oltre l'ambasciata a Berlino, esiste un'estesa rete consolare della Repubblica Italiana nel territorio tedesco:
| Tipologia                   | Sede                 | Note |
| --------------------------- | -------------------- | --- |
| Consolato Onorario d'Italia | Brema                | |
| Consolato Generale d'Italia | Colonia              | Consolato Generale d'Italia Colonia, su conscolonia.esteri.it (archiviato dall'url originale il 4 marzo 2016). |
| Consolato Onorario d'Italia | Dresda               | |
| Consolato d'Italia          | Dortmund             | Consolato di Dortmund, su consdortmund.esteri.it (archiviato dall'url originale il 15 luglio 2013).            |
| Consolato Generale d'Italia | Francoforte sul Meno | Consolato di Francoforte, su consfrancoforte.esteri.it (archiviato dall'url originale il 12 luglio 2013).      |
| Consolato d'Italia          | Friburgo             | Consolato di Friburgo, su consfriburgo.esteri.it (archiviato dall'url originale il 29 giugno 2013).            |
| Consolato Generale d'Italia | Hannover             | Consolato di Hannover, su conshannover.esteri.it (archiviato dall'url originale il 5 luglio 2013).             |
| Consolato Onorario d'Italia | Kiel                 | |
| Consolato Onorario d'Italia | Lipsia               | |
| Consolato Generale d'Italia | Monaco di Baviera    | Consolato di Monaco, su consmonacodibaviera.esteri.it (archiviato dall'url originale il 19 luglio 2013).       |
| Consolato Generale d'Italia | Stoccarda            | Consolato di Stoccarda, su consstoccarda.esteri.it (archiviato dall'url originale il 17 luglio 2013).          |
| Agenzia Consolare           | Wolfsburg            | Consolato di Wolfsburg, su conswolfsburg.esteri.it (archiviato dall'url originale il 7 settembre 2013).        |